# Associació Europea de Zoos i Aquaris
L'Associació Europea de Zoos i Aquaris (EAZA) és una organització de la comunitat de zoos i aquaris d'Europa.
La pertinença a la EAZA està oberta a tots els zoos i aquaris del continent que compleixin o treballin per complir els requisits de qualitat que marca l'associació. Existeixen membres a Àustria (6), Bèlgica (9), Croàcia (1), República Txeca (13), Dinamarca (10), Estònia (1), Finlàndia (3), França (49), Alemanya (51), Grècia (1), Hongria (6), Irlanda (2), Israel (3), Itàlia (8), Letònia (1), Lituània (1), Països Baixos (15), Noruega (3), Polònia (11), Portugal (6), Rússia (4), Eslovàquia (2), Eslovènia (1), Espanya (15), Suècia (13), Suïssa (8), Turquia (3), Ucraïna (1), Emirats Àrabs Units (1), y Regne Unit (49).
La seva missió és fomentar la cooperació per promoure la planificació regional de recollida i conservació de la vida silvestre, principalment a través de programes coordinats de reproducció d'animals salvatges com el Programa Europeu d'Espècies en Perill (EEP).
L'organització també promou la recerca i l'educació i contribueix a les reunions pertinents i als debats d'organitzacions com Nacions Unides, UICN, la Unió Europea, CITES, etc. EAZA també assessora a la Unió Europea i altres òrgans de representació, com el Parlament Europeu i el Consell Europeu.
L'entitat dirigeix i coordina el Llibre de cria europeu o European Stubook (ESB), un programa de cria en captivitat que basa el seu treball en la recopilació de dades sobre diferents aspectes de la població (naixements, defuncions, transferències, etc.) de totes les institucions que mantinguin una determinada espècie. La gestió de les dades es realitza normalment amb ajuda d'un programa informàtic específic que permet realitzar anàlisis de població i valorar les tendències poblacionals a llarg termini. A nivell europeu existeixen dos nivells del programa EEP (European Endangered Species Program): Programa Europeu d'Espècies en Perill i ESB (European StudBook): Llibre de cria europeu.